# 梶原英之
梶原 英之（かじわら ひでゆき）は日本のジャーナリスト、 経済評論家。元毎日新聞記者。
経済記者として大蔵・金融・通商産業・経団連などの第一線を長年取材し、経済・政治に歴史的な視点も交えた研究、分析を行っている。

## 年表
- 1948年（昭和23年）4月 岐阜県生まれ。
- 1972年（昭和47年）3月、慶應義塾大学経済学部卒業
- 1974年（昭和49年）4月、毎日新聞社入社、大阪経済部に配属、1974年に東京経済部にかわり通産省、建設、日銀キャップ、経済部編集委員、週刊エコノミスト編集委員、出版企画室長、企画事業部長などを歴任、2008年に定年退職。
- 香港ポスト定期コラムニスト．総合政策研究会特別研究員。

## 著作

### 単著
- 『デノミ戦略―100円が1円になる日』翔泳社、1995年
- 『オリンピック返上と満州事変 』海鳴社、2009年
- 『鳩山家四代―何が受け継がれてきたのか』祥伝社新書、2009年

### 共著
- 『ドキュメント 沈没  三光汽船の栄光と挫折』毎日新聞社、1985年